# Euptychia nelsoni
Euptychia nelsoni är en fjärilsart som beskrevs av Frederick DuCane Godman och Osbert Salvin 1881. Euptychia nelsoni ingår i släktet Euptychia och familjen praktfjärilar. Inga underarter finns listade i Catalogue of Life.